# Alexander Siebeck
Alexander Siebeck (* 3. November 1993 in Leipzig) ist ein deutscher Fußballspieler. Er spielt beim deutschen Regionalligisten 1. FC Lokomotive Leipzig.

## Karriere
Siebeck begann seine fußballerische Laufbahn in der Jugend des 1. FC Lokomotive Leipzig, bevor er 2009 in die Jugendabteilung von RB Leipzig wechselte. Dort stieg er schließlich bis zum Stammspieler der zweiten Mannschaft auf, deren Kapitän er zuletzt war. Nachdem die zweite Mannschaft von RB Leipzig am Ende der Saison 2016/17 aufgelöst worden war, wechselte Siebeck ablösefrei zum Drittligisten Karlsruher SC. Dort kam er am 2. August 2017, dem 3. Spieltag der Saison 2017/18, bei der 0:2-Auswärtsniederlage gegen Werder Bremen II zu seinem ersten Profieinsatz. Ursprünglich für das offensive Mittelfeld verpflichtet, wurde Siebeck von Trainer Marc-Patrick Meister jedoch auf verschiedenen Positionen eingesetzt, nicht jedoch auf seiner Stammposition. Unter Meisters Nachfolger Alois Schwartz wurde mit Siebeck nicht mehr geplant. In der Winterpause 2017/18 wurde er an den Spitzenreiter der viertklassigen Regionalliga Nordost, Energie Cottbus, verliehen.
Im Januar 2019 wurde er an den österreichischen Zweitligisten SC Wiener Neustadt verliehen, mit dem er am Saisonende in die Regionalliga zwangsabsteigen musste. Nach seiner Rückkehr zum Zweitligaaufsteiger Karlsruher zum Sommer 2019 plante der Verein nicht mehr mit Siebeck. Der Offensivspieler schloss sich daraufhin dem Nordost-Regionalligisten Berliner AK 07 an, wo er bis zur Winterpause 2019/2020 blieb und 20 Pflichtspiele absolvierte. Im Januar 2020 wechselte der Mittelfeldspieler zum Ligakontrahenten SV Babelsberg 03, bei dem er auf Anhieb zum Stammspieler wurde. Im Sommer 2020 wechselte er ligaintern bereits weiter zum BFC Dynamo. Dort etablierte er sich im zentralen Mittelfeld bald als Stammspieler und trug insbesondere in der Saison 2021/22 mit neun Toren und vier Torvorlagen maßgeblich dazu bei, dass sein Verein als Meister der Regionalliga Nordost die Aufstiegsrelegation zur 3. Liga erreichen konnte; dort stand Siebeck in beiden Partien auf dem Platz, konnte aber auch nicht verhindern, dass man dem VfB Oldenburg letztlich unterlag. In der folgenden Saison fiel er mit einer Schambeinentzündung für mehrere Monate aus. An die hervorragenden Leistungen der Vorsaisons konnte er mit seinem Verein nicht mehr anknüpfen. Gegen Ende der Saison 2023/24 führte er seine Mannschaft zwei Mal als Kapitän aufs Feld und wechselte am Ende der Saison zum 1. FC Lokomotive Leipzig.

## Privat
Alexander Siebeck ist der Enkel von Frank Siebeck und der Neffe von Mark Siebeck.